# معركة سرت (2020)
جرَت معركة سرت في السادس من كانون الثاني/يناير 2020 خلال الحرب الأهلية الليبية الثانية، حيثُ نجحَ ما يُعرف بالجيش الوطني الليبي بقيادة المشير خليفة حفتر في السيطرةِ على المدينة من قوات الوفاق الوطني المُعترف بها دوليًا.

## خلفية
تُعتبر سرت مدينةً استراتيجيةً، فهي من جهةٍ إحدى أبرز وأهمّ المدن في الوسطِ الليبي كما أنّها من جهةٍ ثانية مسقطَ العقيد الليبي المقتول معمر القذافي بل كانت آخر معاقله خلال الثورة الليبية التي تحوّلت فيما بعدُ إلى حربٍ أهليّة.
شهدت المدينةُ في العقدِ الثاني من القرن الحادي والعشرين عديد الأحداث حيثُ سقطت في عام 2015 في يدِ مقاتلي تنظيم الدولة الإسلامية، لكنّ حكومة الوفاق وبدعمٍ من كتائب وفصائل أخرى نجحت في استعادتها وذلك في كانون الأول/ديسمبر 2016 بعد معركة ضارية مع التنظيمِ استمرّت لستة أشهر وخلّفت أكثر من 700 قتيل في صفوفِ كتائب مصراتة أحد الفصائل التي ساعدت الوفاق في تلك الحرب.
بعد هزيمةِ تنظيم الدولة الإسلامية، بسطت كتائب مصراتة سيطرتها على المدينة ثمّ تحالفت في وقتٍ ما معَ اللواء 604 وهي ميليشيا سلفية مدخلية مُشكّلَيْنِ ما عُرف بقوة حماية سرت. يدعي اللواء 604 أنه لا ينحازُ للسراج ولا لحفتر، لكنّه يُؤكّد أن أعدائه هم الإخوان المسلمون والسلفيون الجهاديون. ينتمي معظم مقاتلي اللواء 604 لقبيلة الفرجاني التي هي قبيلة المشير حفتر.
ضعُفت قوّة كتائب مصراتة بعد الاندماج وتحوّلها لقوّة حماية سرت كما تعارضت أفكار الكتائب مع أفكار اللواء 604 الذي بدأَ شيئًا فشيئًا يميلُ لخليفة حفتر حيثُ دعا ربيع المدخلي في عام 2019 مؤيديه لدعم حفتر. جديرٌ بالذكر هنا أنّ مدينة سرت والمناطق المحيطة بها مأهولةٌ بشكل رئيسي من سُكّان قبيلتين:
- القذاذفة: التي هي قبيلة الزعيم الليبي المخلوع معمّر القذافي.
- ورفلة: التي يَدعمُ غالبيّتها الجماهيرية العربية الليبية الشعبية الاشتراكية العظمى ونظام القذافي.[1]

## المعركة
شنَّ ما يُعرف بالجيش الوطني الليبي بقيادةِ المشير خليفة حفتر في الرابعِ من كانون الثاني/يناير 2020 «هجومًا مفاجئًا» على مدينة سرت، لكنّ الكتائب المُدافِعة والمتحالفة مع حكومة الوفاق نجحت حتى وقتٍ ما في التمسّك بمطار الغردبية جنوب المدينة. دخل مقاتلو ما يُعرف بالجيش الوطني الليبي المدينة من خمسِ محاور من الجنوب حتى الشرق، ثمّ تمكّنت القوات الخاصة التابعة لحفتر في السيطرةِ على ميناء المدينة.
كان الهجوم مفاجئًا حيثُ لم تكن كتائب مصراتة مستعدةً له، كما ساهمَ عدم انضباطها ونظاميّتها في خسارتها وبسرعةٍ للمدينة التي انسحبت منها في ظرفِ ثلاث ساعات فقط من القتال. بسطَ الجيش الوطني الليبي يدهُ على المدينة بعدما واجهَ مقاومة قليلة، وقد استُقبل مقاتلو هذا الجيش بحماسٍ من قِبل بعض سُكّان المدينة الذين حملوا ملصقاتٍ تضمُّ صورة العقيد المخلوع القذافي كما لوّحوا بالأعلامِ الخضراء في إشارةٍ لرايةِ الجماهيرية العربية الليبية الشعبية الاشتراكية العظمى.
نشرَ الجيش الوطني الليبي في وقتٍ لاحقٍ بيانًا قالَ فيه:
بينما قال اللواء أحمد المسماري المتحدث باسم ما يُعرف بالحيش الوطني الليبي أنّ الهجوم جرى «بتحضيرٍ دقيقٍ استمرّ لأشهر مع شنّ غارات جوية بشكل منتظم ضد قوة حماية سرت.»

## ما بعد الهجوم
بعدَ الاستيلاء على سرت، هدّد ما يُعرف بالجيش الوطني الليبي بلدة مصراتة الواقعة على بعد 250 كيلومترًا إلى الشمال الغربي في الوقتِ الذي كانت فيه قواته تخوضُ معارك كرّ وفر مع قوات حكومة الوفاق.